# 江川豪雄
江川 豪雄（えがわ ひでお、1944年 - ）は、日本の実業家。元三菱航空機会長 兼 最高経営責任者。国産初のジェット旅客機を目指したMRJ開発の指揮を執った。

## 人物・経歴
静岡県静岡市清水区出身。1963年、静岡県立静岡高等学校卒業。1967年、東京大学法学部卒業。同年、三菱重工業入社。ワシントン大学法学修士号取得（社費留学）。同社にて航空機部長、1999年、米国現地法人取締役社長。常務取締役兼海外戦略本部長等を歴任し、2007年、取締役副社長。2009年、三菱航空機代表取締役社長。2013年、三菱航空機会長 兼 最高経営責任者。2015年、退任。2016年、三菱重工業株式会社顧問。
三菱重工による零戦製造の伝統を受け継ぎ、世界のリージョナルジェット機市場の拡大を見越して、国産初のジェット旅客機として企画されたMRJの開発指揮を執るとともに、多くの受注実績を上げたが、最終的にMRJ(開発中止時にはスペースジェット)は製品化されなかった。